# Moskiewski Okręg Wojskowy (ZSRR)
Moskiewski Okręg Wojskowy (ros. Московский военный округ, МВО) – ogólnowojskowy, operacyjno-terytorialny związek Sił Zbrojnych ZSRR.

## Historia
Utworzony rozkazem Wyższej Rady Wojskowej nr 23 z 31 marca 1918. Sztab znajdował się w Moskwie.

W 1990 pozostawał w odwodzie Naczelnego Dowództwa Sił Zbrojnych ZSRR

## Struktura organizacyjna
Skład w 1990
- dowództwo Okręgu – Moskwa
- 13 Korpus Armijny
- 2 Dywizja Zmechanizowana
- 32 Dywizja Zmechanizowana
- 4 Dywizja Pancerna
- 26 Dywizja Pancerna
- 65 Dywizja Pancerna
- 4 Dywizja Artylerii

## Oficerowie dowództwa okręgu
dowódcy okręgu
- marszałek Związku Radzieckiego (od 1935) Siemion Budionny: 5 czerwca 1937 (rozkaz LKO nr 2387) - 15 sierpnia 1940 (rozkaz LKO nr 0094);
- gen. armii (1940) Iwan Tiuleniew: 15 sierpnia 1940 (rozkaz LKO nr 0094) - ?
- członkowie rady wojskowej
- komisarz armijny I rangi ( 1941) Aleksandr Zaporożec: 12 marca 1938 (rozkaz LKO nr 580) - 7 października 1940 (rozkaz LKO nr 464);
- komisarz korpuśny (1940) Władimir Bogatkin: 31 października 1940 (rozkaz LKO nr 04898) - ?

szefowie sztabu
- gen. por. (1940) Wasilij Sokołowski: 3 kwietnia 1938 (rozkaz LKO nr 0276) - 13 lutego 1941 (rozkaz LKO nr 0423);
- gen. mjr ( 1940) Gawrił Szyszenin: 13 lutego 1941 ( (rozkaz LKO nr 0423) - ?